# Gaurotes piligera
Gaurotes piligera är en skalbaggsart som beskrevs av Pu 1992. Gaurotes piligera ingår i släktet Gaurotes och familjen långhorningar. Inga underarter finns listade i Catalogue of Life.